# Mormonia carminea
Mormonia carminea là một loài bướm đêm trong họ Noctuidae.